# Reallexikon der Assyriologie und Vorderasiatischen Archäologie
Das Reallexikon der Assyriologie und Vorderasiatischen Archäologie (RlA, ursprünglich Reallexikon der Assyriologie) ist ein interdisziplinäres Nachschlagewerk in 15 Bänden, das sich mit den altorientalischen Kulturen befasst.

## Geschichte
Die Idee zum RlA kam dem Berliner Assyriologen Bruno Meissner 1922, der erkannte, dass der zwar mit etwa 70 Jahren noch recht jungen, aber stetig wachsenden Assyriologie ein an Paulys Realencyclopädie der classischen Altertumswissenschaft und dem Reallexikon der Vorgeschichte orientiertes Nachschlagewerk fehlte. In seinem Berliner Kollegen Erich Ebeling und im Verlag Walter de Gruyter, der schon die Zeitschrift für Assyriologie herausgab, fand Meissner interessierte Mitstreiter. Zwar traf man in Fachkreisen auf weite Zustimmung, doch dauerte es bis zur Publikation des ersten Faszikels noch sechs Jahre.
Zunächst sahen die Herausgeber die Publikation zweier zusammen 1600 Seiten umfassender Bände vor, doch machten die schnell wachsenden neuen Erkenntnisse eine Ausweitung der Planung nötig. Bis 1938 waren die beiden ersten Bände erschienen, die zwar 974 Seiten umfassten, aber erst den Buchstaben „E“ erreicht hatten. Insgesamt arbeiteten bis dahin 35 Autoren (darunter Arthur Ungnad) am RlA, die bis auf zwei (ein Italiener und ein Slowene) alle aus Deutschland kamen. Sprache des gesamten Projektes war Deutsch. Allein Ebeling steuerte fast 20 Prozent aller Beiträge bei. Während des Zweiten Weltkrieges und der ersten Jahre danach konnte die Arbeit am Lexikon nicht fortgesetzt werden. Auf der ersten Rencontre Assyriologique in Paris im Jahr 1950 meinte Adam Falkenstein, dass die Fortführung des Werkes von nun an nur noch im internationalen Rahmen geleistet werden könnte.
Auf der zweiten Veranstaltung dieser Art ein Jahr später meinte Alfred Pohl, dass eine Fortsetzung des alten RlA nicht mehr möglich sei, da viele der Artikel veraltet waren und die Rechte am Lexikon beim Verlag lagen. Zudem sollten die Artikel von nun an auch in Englisch und Französisch verfasst werden können. Nur die Lemmata sollten weiterhin alle deutsch bleiben oder bei einem kompletten Neubeginn auf Englisch verfasst werden. Pohl rechnete mit einer Dauer von etwa zehn Jahren, in denen 150 Autoren acht bis zehn Bände erstellen sollten. Die Finanzierung des Projektes, das sich mit allen Keilschriftkulturen befassen sollte, sollte die UNESCO übernehmen. Viele Wissenschaftler wie Falkenstein und Jean Nougayrol äußerten sich skeptisch, da es nur eine kleine Zahl von Forschern gab, die jedoch mit der Aufarbeitung diverser neuer Funde, etwa denen aus Mari, beschäftigt waren. Schließlich wurde eine vorbereitende Kommission für eine neue Enzyklopädie gegründet, der Édouard Dhorme, Erich Ebeling, Henri Frankfort, Albrecht Götze, Franz de Liagre-Böhl und Alfred Pohl angehörten.
Ein Jahr darauf stand das Thema wieder zur Debatte. Es gab Verfechter für die Fortführung der alten Enzyklopädie und Verfechter für eine neue, englischsprachige Encyclopédie des cunéiformes. Bei einer Abstimmung votierten 27:22 Wissenschaftler für eine Fortsetzung der alten Enzyklopädie. 1957 war es schließlich so weit, der erste Faszikel des dritten Bandes konnte erscheinen. Redakteurin war Margarethe Falkner Weidner, die zum Teil noch auf alte, zum Teil sogar veraltete Vorkriegsmanuskripte zurückgreifen musste. Dennoch konnte sie den Kreis der Autoren erweitern und internationalisieren. René Labat verfasste mit dem Artikel „Fieber“ den ersten Artikel in französischer Sprache, der allerdings ins Deutsche übersetzt wurde. Der Titel, der bis dahin nur Reallexikon der Assyriologie gelautet hatte, wurde, der Entwicklung der Forschung geschuldet, nun zu Reallexikon der Assyriologie und Vorderasiatischen Archäologie erweitert.
1966 wurde Wolfram von Soden Herausgeber, Redakteur wurde Ruth Opificius. Von Soden gestaltete die Enzyklopädie so um, wie sie noch heute ist. An die Stelle eines einzelnen Herausgebers trat ein Herausgebergremium. Außerdem wurden Herausgeber für einzelne Fachbereiche bestimmt und die Dreisprachigkeit eingeführt. So wurde erstmals der Artikel „Gesetze“ von Guillaume Cardascia auf Französisch publiziert. Mittlerweile arbeiteten 73 Autoren aus 14 Ländern (Kanada, Tschechoslowakei, Deutschland, England, Finnland, Frankreich, Niederlande, Irak, Italien, Jugoslawien, Österreich, Schweden, der Schweiz und den USA) am RlA.
1972 übergab von Soden die Herausgeberschaft an Dietz-Otto Edzard, der schon seit 1966 Mitherausgeber war. Die Redaktion, die bis dahin in Münster ansässig war, siedelte nach München über, wo die Hethitologin Gabriella Frantz-Szabó als hauptamtliche Redakteurin eingestellt wurde. Während Edzards Herausgeberschaft wurden bis 2005 sieben Bände mit über 4000 Seiten (die Buchstaben H bis P) publiziert. Allein am Buchstaben L (420 Artikel) schrieben 68 Autoren aus 15 Ländern. Durchschnittlich entfallen auf jeden Buchstaben 500 Seiten, was der doppelten Menge der Vorkriegsbände entspricht. Die Finanzierung erfolgte bis 1986 durch die Deutsche Forschungsgemeinschaft, anschließend durch die Bayerische Akademie der Wissenschaften. Nach Edzards Tod 2004 wurde Michael P. Streck neuer Herausgeber des RlA. Die Herausgeberschaft wechselte damit von München nach Leipzig. Bis 2006 leitete Gabriella Frantz-Szabó die Redaktion, in den folgenden Jahren waren verschiedene weitere Mitarbeiter für das Projekt angestellt.
Das Projekt war ursprünglich bis 2011 finanziell abgesichert. Ende 2011 lagen jedoch noch die Buchstaben T bis Z vor den Autoren. Daher wurde das Projekt durch die Bayerische Akademie der Wissenschaften bis 2017 verlängert, 2018 erschien der letzte Faszikel des Gesamtwerkes. Dem erfolgreichen Abschluss des Projektes folgend sind die Bände des „Reallexikons der Assyriologie und Vorderasiatischen Archäologie“ seit 2019 über den Publikationsserver der Bayerischen Akademie der Wissenschaften als PDF-Dateien online verfügbar und über die „Lemmaliste“ recherchierbar.

## Bände
- Bd. 1: A – Bepašte. Hrsg. von Erich Ebeling und Bruno Meissner. 1928.
- Bd. 2: Ber – Ezur und Nachträge. Hrsg. von Erich Ebeling und Bruno Meissner. 1938.
- Bd. 3: Fabel – Gyges und Nachtrag. Hrsg. von Erich Ebeling und Bruno Meissner. 1971.
- Bd. 4: Ha-a-a – Hystaspes. Hrsg. von Dietz Otto Edzard. 1972.
- Bd. 5: Ia… – Kizzuwatna. Hrsg. von Dietz Otto Edzard. 1980.
- Bd. 6: Klagegesang – Libanon. Hrsg. von Dietz Otto Edzard. 1983.
- Bd. 7: Libanukšabaš – Medizin. Hrsg. von Dietz Otto Edzard. 1987.
- Bd. 8: Meek – Mythologie. Hrsg. von Dietz Otto Edzard. 1997.
- Bd. 9: Nab – Nuzi. Hrsg. von Dietz Otto Edzard. 1998.
- Bd. 10: Oannes – Priesterverkleidung. Hrsg. von Dietz Otto Edzard und Michael P. Streck. 2005.
- Bd. 11: Prinz, Prinzessin – Samug. Hrsg. von Erich Ebeling, Ernst F. Weidner und Michael P. Streck. 2008.
- Bd. 12: Šamuḫa – Spinne. Hrsg. von Michael P. Streck. 2011.
- Bd. 13: Spinnen. A. – Tiergarten. Hrsg. von Michael P. Streck. 2013.
- Bd. 14: Tiergefäß – Waša/ezzil(i). Hrsg. von Michael P. Streck. 2016.
- Bd. 15: Waschung. A – Zypresse, ausgewählte Nachträge, Index. Hrsg. von Michael P. Streck. 2018.